# Anabaza
Anabaza (Ἀνάβασις, Anabasis, grč. uspinjanje) djelo je grčkog pisca Ksenofonta. Na poziv prijatelja Proksena Ksenofont je sudjelovao u pohodu Kira Mlađega 401. g. pr. Kr. protiv Artakserksa. Događaje s puta kao i Kirovu smrt i povratak Grka u domovinu opisuje u ovom djelu. Anabaza ima sedam knjiga, a ime je dano prema prvoj knjizi u kojoj se opisuje ključna bitka kod Kunakse. U ovoj bitci Kir je poginuo, a grčke plaćenike, njih 10 000, pod zapovjedništvo je uzeo Ksenofont. U ostalih sedam knjiga Ksenofont samog sebe veliča kako je zaslužan za uspješan povratak Grka u Grčku pa o sebi govori u trećem licu. Djelo je izdao pod pseudonimom Temistogen Sirakužanin te je tako Ksenofont prvi pseudonimni pisac. 